# Jan Sundling
Jan Gunnar Percyval Sundling, född 17 augusti 1947, är en svensk sjökapten och ekonom. Han har även varit styrelseordförande i Green Cargo.
samt för SIQ - Institutet för Kvalitetsutveckling. Han var styrelseordförande i SJ AB 2011–2018. Sundling har tidigare varit VD för Linjeflyg och Green Cargo, samt chef för SAS Sverige.